# 凯伊拉 (市镇)
凯伊拉，曾是爱沙尼亚西北部哈尔尤县的一个乡村型市镇。总面积179平方公里。总人口5312，人口密度30人/平方公里（2015年）。行政中心设在邻近的凱伊拉镇。
2017年爱沙尼亚行政改革后，凯伊拉市镇与其他市镇一起合并为新的西哈尔尤市镇。

## 行政区划
凯伊拉市镇辖有3个小镇和19村庄。